# DDR-Einzelmeisterschaft im Schach 1964
Die 14. DDR-Einzelmeisterschaft im Schach fand vom 27. Januar bis 14. Februar 1964 in Magdeburg statt. Das Turnier der Damen begann am 4. Februar.

## Allgemeines
Austragungsort war das Klubhaus der BSG Aufbau Börde Magdeburg. Hauptschiedsrichter war Johannes Hoffmann aus Rüdersdorf. Die Teilnehmer hatten sich über das sogenannte Dreiviertelfinale sowie ein System von Vorberechtigungen und Freiplätzen für diese Meisterschaft qualifiziert.

## Meisterschaft der Herren
Großmeister Wolfgang Uhlmann aus Dresden wurde zum vierten Mal DDR-Meister. In Abwesenheit von Wolfgang Pietzsch platzierten sich weitere etablierte Spieler der DDR-Leistungsspitze auf den vorderen Plätzen.
In der Anfangsphase des Turniers bestimmten Liebert und Golz das Geschehen. Nach zwölf Runden hatte sich das Feld enger zusammengeschoben, Liebert führte noch vor dem aufkommenden Uhlmann. Auch Titelverteidiger Möhring schob sich in dieser Phase weit nach vorn. Schließlich gewann Wolfgang Uhlmann seine letzten fünf Partien und ging in der letzten Runde noch an Liebert vorbei, der ungeschlagen Vizemeister wurde. Günther Möhring hingegen holte aus den letzten vier Runden nur noch einen halben Punkt und rutschte damit aus der Spitzengruppe heraus. Exmeister Zinn litt sowohl unter beruflicher Belastung wie auch gesundheitlichen Problemen und kam so nicht in die vordere Tabellenhälfte. Unter den weniger renommierten Spielern wurde in der Fachpresse noch die Leistung von Detlef Neukirch hervorgehoben. 

### Abschlusstabelle
|    | Teilnehmer         | 01 | 02 | 03 | 04 | 05 | 06 | 07 | 08 | 09 | 10 | 11 | 12 | 13 | 14 | 15 | 16 | 17 | 18 | Punkte |
| -- | ------------------ | -- | -- | -- | -- | -- | -- | -- | -- | -- | -- | -- | -- | -- | -- | -- | -- | -- | -- | ------ |
| 01 | Wolfgang Uhlmann   |    | ½  | 0  | ½  | ½  | ½  | ½  | 1  | 1  | 1  | 1  | 1  | 1  | 1  | 1  | ½  | 1  | 1  | 13     |
| 02 | Heinz Liebert      | ½  |    | ½  | ½  | ½  | ½  | ½  | 1  | ½  | 1  | 1  | 1  | ½  | 1  | 1  | 1  | 1  | ½  | 12½    |
| 03 | Werner Golz        | 1  | ½  |    | 1  | ½  | 1  | ½  | 0  | ½  | ½  | 1  | ½  | 1  | ½  | ½  | 1  | 1  | ½  | 11½    |
| 04 | Burkhard Malich    | ½  | ½  | 0  |    | ½  | ½  | ½  | ½  | ½  | 1  | ½  | ½  | 1  | 1  | 1  | 1  | 1  | 1  | 11½    |
| 05 | Siegfried Mühlberg | ½  | ½  | ½  | ½  |    | 1  | ½  | 0  | 1  | ½  | 1  | 1  | 1  | ½  | 0  | 1  | ½  | 1  | 11     |
| 06 | Jürgen Mädler      | ½  | ½  | 0  | ½  | 0  |    | 1  | ½  | ½  | ½  | ½  | ½  | 1  | 1  | 1  | 1  | 1  | 1  | 11     |
| 07 | Reinhart Fuchs     | ½  | ½  | ½  | ½  | ½  | 0  |    | ½  | ½  | 1  | ½  | ½  | 0  | 1  | 1  | ½  | 1  | 1  | 10     |
| 08 | Günther Möhring    | 0  | 0  | 1  | ½  | 1  | ½  | ½  |    | 1  | 0  | 0  | 0  | 1  | ½  | ½  | 1  | 1  | 1  | 09½    |
| 09 | Fritz Baumbach     | 0  | ½  | ½  | ½  | 0  | ½  | ½  | 0  |    | ½  | ½  | 1  | ½  | ½  | 1  | 1  | 1  | ½  | 09     |
| 10 | Lothar Zinn        | 0  | 0  | ½  | 0  | ½  | ½  | 0  | 1  | ½  |    | 0  | 1  | 0  | 1  | 1  | 1  | 1  | 1  | 09     |
| 11 | Detlef Neukirch    | 0  | 0  | 0  | ½  | 0  | ½  | ½  | 1  | ½  | 1  |    | ½  | 0  | 1  | ½  | ½  | ½  | 1  | 08     |
| 12 | Ullrich Brümmer    | 0  | 0  | ½  | ½  | 0  | ½  | ½  | 1  | 0  | 0  | ½  |    | ½  | ½  | ½  | ½  | 0  | ½  | 06     |
| 13 | Bodo Starck        | 0  | ½  | 0  | 0  | 0  | 0  | 1  | 0  | ½  | 1  | 1  | ½  |    | 0  | 1  | ½  | 0  | 0  | 06     |
| 14 | Gerhard Schmidt    | 0  | 0  | ½  | 0  | ½  | 0  | 0  | ½  | ½  | 0  | 0  | ½  | 1  |    | ½  | ½  | 1  | ½  | 06     |
| 15 | Uwe Küttner        | 0  | 0  | ½  | 0  | 1  | 0  | 0  | ½  | 0  | 0  | ½  | ½  | 0  | ½  |    | 0  | ½  | 1  | 05     |
| 16 | Reinhard Postler   | ½  | 0  | 0  | 0  | 0  | 0  | ½  | 0  | 0  | 0  | ½  | ½  | ½  | ½  | 1  |    | ½  | ½  | 05     |
| 17 | Lutz Wehnert       | 0  | 0  | 0  | 0  | ½  | 0  | 0  | 0  | 0  | 0  | ½  | 1  | 1  | 0  | ½  | ½  |    | 1  | 05     |
| 18 | Franz Stahl        | 0  | ½  | ½  | 0  | 0  | 0  | 0  | 0  | ½  | 0  | 0  | ½  | 1  | ½  | 0  | ½  | 0  |    | 04     |

### Dreiviertelfinale
Das Dreiviertelfinale der Herren fand im August 1963 in Ruhla statt. Die Organisatoren kehrten nach dem Schweizer System im Vorjahr wieder zu vollrundigen Turnieren in mehreren Gruppen zurück. Hauptschiedsrichter war Dieter Lentschu aus Berlin.
Gruppe A
|   | Teilnehmer       | 1 | 2 | 3 | 4 | 5 | 6 | 7 | 8 | 9 | Punkte |
| - | ---------------- | - | - | - | - | - | - | - | - | - | ------ |
| 1 | Jürgen Mädler    |   | ½ | ½ | ½ | 1 | 1 | 1 | 1 | 1 | 6½     |
| 2 | Lutz Wehnert     | ½ |   | ½ | ½ | 0 | 1 | 0 | 1 | 1 | 4½     |
| 3 | Werner Golz      | ½ | ½ |   | ½ | 0 | ½ | 1 | ½ | 1 | 4½     |
| 4 | Detlef Neukirch  | ½ | ½ | ½ |   | ½ | 0 | ½ | 1 | ½ | 4      |
| 5 | Gerhard Weber    | 0 | 1 | 1 | ½ |   | ½ | 0 | 0 | 1 | 4      |
| 6 | Hans G. Vorwerk  | 0 | 0 | ½ | 1 | ½ |   | ½ | ½ | ½ | 3½     |
| 7 | Werner Heuer     | 0 | 1 | 0 | ½ | 1 | ½ |   | 0 | 0 | 3      |
| 8 | Alfred Barwich   | 0 | 0 | ½ | 0 | 1 | ½ | 1 |   | 0 | 3      |
| 9 | Hubert Walkewitz | 0 | 0 | 0 | ½ | 0 | ½ | 1 | 1 |   | 3      |

Gruppe B
|    | Teilnehmer        | 01 | 02 | 03 | 04 | 05 | 06 | 07 | 08 | 09 | 10 | Punkte |
| -- | ----------------- | -- | -- | -- | -- | -- | -- | -- | -- | -- | -- | ------ |
| 01 | Wolfgang Pietzsch |    | 1  | ½  | ½  | 1  | 0  | ½  | 1  | 1  | 1  | 6½     |
| 02 | Uwe Küttner       | 0  |    | ½  | ½  | 1  | 1  | 1  | 1  | ½  | 1  | 6½     |
| 03 | Fritz Baumbach    | ½  | ½  |    | 1  | ½  | ½  | ½  | ½  | 1  | 1  | 6      |
| 04 | J. Brandenburg    | ½  | ½  | 0  |    | 0  | 1  | ½  | 1  | ½  | 1  | 5      |
| 05 | Reinhard Postler  | 0  | 0  | ½  | 1  |    | 1  | ½  | 0  | 1  | 1  | 5      |
| 06 | Lothar Kollberg   | 1  | 0  | ½  | 0  | 0  |    | ½  | 1  | ½  | 1  | 4½     |
| 07 | Heinz Rätsch      | ½  | 0  | ½  | ½  | ½  | ½  |    | 0  | 1  | 1  | 4½     |
| 08 | Dietmar Arnold    | 0  | 0  | ½  | 0  | 1  | 0  | 1  |    | ½  | 1  | 4      |
| 09 | Uwe Klee          | 0  | ½  | 0  | ½  | 0  | ½  | 0  | ½  |    | 0  | 2      |
| 10 | D. Grabert        | 0  | 0  | 0  | 0  | 0  | 0  | 0  | 0  | 1  |    | 1      |

Gruppe C
|   | Teilnehmer         | 1 | 2 | 3 | 4 | 5 | 6 | 7 | 8 | 9 | Punkte |
| - | ------------------ | - | - | - | - | - | - | - | - | - | ------ |
| 1 | Lothar Zinn        |   | 0 | ½ | ½ | 1 | 1 | ½ | 1 | 1 | 5½     |
| 2 | Gerhard Schmidt    | 1 |   | ½ | ½ | ½ | 0 | 1 | ½ | 1 | 5      |
| 3 | Franz Stahl        | ½ | ½ |   | ½ | ½ | 1 | ½ | ½ | 1 | 5      |
| 4 | Ullrich Brümmer    | ½ | ½ | ½ |   | ½ | ½ | 1 | 1 | 0 | 4½     |
| 5 | Albert Zirngibl    | 0 | ½ | ½ | ½ |   | 1 | 0 | 1 | 0 | 3½     |
| 6 | Anton Csulits      | 0 | 1 | 0 | ½ | 0 |   | 1 | 0 | 1 | 3½     |
| 7 | W. Daniel          | ½ | 0 | ½ | 0 | 1 | 0 |   | 1 | 0 | 3      |
| 8 | E. Resetar         | 0 | ½ | ½ | 0 | 0 | 1 | 0 |   | 1 | 3      |
| 9 | Siegfried Landgraf | 0 | 0 | 0 | 1 | 1 | 0 | 1 | 0 |   | 3      |

## Meisterschaft der Damen
In Abwesenheit von Titelverteidigerin Waltraud Nowarra holte Gabriele Ortlepp (später Gabriele Just) überlegen ihren ersten DDR-Meistertitel. Die zuvor als Favoritin erachtete Eveline Kraatz belegte hinter Ingrid Hänsel Platz 3.

### Abschlusstabelle
|    | Teilnehmer         | 01 | 02 | 03 | 04 | 05 | 06 | 07 | 08 | 09 | 10 | Punkte |
| -- | ------------------ | -- | -- | -- | -- | -- | -- | -- | -- | -- | -- | ------ |
| 01 | Gabriele Ortlepp   |    | ½  | ½  | ½  | 1  | 1  | 1  | 1  | 1  | 1  | 7½     |
| 02 | Ingrid Hänsel      | ½  |    | ½  | ½  | 1  | ½  | ½  | ½  | ½  | 1  | 5½     |
| 03 | Eveline Kraatz     | ½  | ½  |    | ½  | ½  | ½  | ½  | ½  | 1  | 1  | 5½     |
| 04 | Jutta Zura         | ½  | ½  | ½  |    | 0  | 1  | 0  | 1  | 1  | 1  | 5½     |
| 05 | Luise Baumann      | 0  | 0  | ½  | 1  |    | ½  | 1  | ½  | 1  | 0  | 4½     |
| 06 | Irene Winter       | 0  | ½  | ½  | 0  | ½  |    | 0  | 1  | 1  | 1  | 4½     |
| 07 | Heidi Prien        | 0  | ½  | ½  | 1  | 0  | 1  |    | 1  | 0  | 0  | 4      |
| 08 | Hildegard Richter  | 0  | ½  | ½  | 0  | ½  | 0  | 0  |    | 1  | 1  | 3½     |
| 09 | Johanna Feierabend | 0  | ½  | 0  | 0  | 0  | 0  | 1  | 0  |    | 1  | 2½     |
| 10 | Elfriede Ungethüm  | 0  | 0  | 0  | 0  | 1  | 0  | 1  | 0  | 0  |    | 2      |

### Dreiviertelfinale
Das Dreiviertelfinale der Damen fand im August 1963 erneut in Mühlhausen statt. Hauptschiedsrichter war Harry Vogt aus der gastgebenden Stadt, assistiert von Liddy Knoch, die in den Jahren zuvor noch selbst im Dreiviertelfinale gespielt hatte. Nach dem Schweizer System im Vorjahr wurde diesmal wieder ein vollrundiges Turnier ausgetragen.
Im Gegensatz zum Turnier der Herren wurde hier von der Fachpresse angemerkt, dass die Nachwuchsspielerinnen unbefriedigend abgeschnitten hätten. Die Spielerin Elfriede Ungethüm weilte eigentlich zum Urlaub in Mühlhausen, sprang jedoch für eine erkrankte Kandidatin ein und qualifizierte sich sogar für das Meisterschaftsturnier.
Gruppe A
|    | Teilnehmer         | 01 | 02 | 03 | 04 | 05 | 06 | 07 | 08 | 09 | 10 | Punkte |
| -- | ------------------ | -- | -- | -- | -- | -- | -- | -- | -- | -- | -- | ------ |
| 01 | Luise Baumann      |    | ½  | 1  | 1  | ½  | 1  | 1  | 1  | 1  | 1  | 8      |
| 02 | Johanna Feierabend | ½  |    | ½  | ½  | 1  | 0  | 1  | 1  | 1  | ½  | 6      |
| 03 | Elfriede Ungethüm  | 0  | ½  |    | 0  | ½  | 1  | 1  | 1  | 1  | 1  | 6      |
| 04 | Irmgard Helm       | 0  | ½  | 1  |    | 0  | ½  | 0  | 1  | 1  | 1  | 5      |
| 05 | Lieselotte Janssen | ½  | 0  | ½  | 1  |    | ½  | ½  | ½  | 1  | 0  | 4½     |
| 06 | Rita Jäschke       | 0  | 1  | 0  | ½  | ½  |    | ½  | ½  | 0  | 1  | 4      |
| 07 | Elfriede Paschke   | 0  | 0  | 0  | 1  | ½  | ½  |    | 0  | 1  | 1  | 4      |
| 08 | Dammann            | 0  | 0  | 0  | 0  | ½  | ½  | 1  |    | ½  | 1  | 3½     |
| 09 | Regina Transfeld   | 0  | 0  | 0  | 0  | 0  | 1  | 0  | ½  |    | 1  | 2½     |
| 10 | Sophie Skladny     | 0  | ½  | 0  | 0  | 1  | 0  | 0  | 0  | 0  |    | 1½     |

Gruppe B
|    | Teilnehmer             | 01 | 02 | 03 | 04 | 05 | 06 | 07 | 08 | 09 | 10 | Punkte |
| -- | ---------------------- | -- | -- | -- | -- | -- | -- | -- | -- | -- | -- | ------ |
| 01 | Hildegard Richter      |    | 1  | ½  | ½  | ½  | ½  | 1  | 1  | 1  | 1  | 7      |
| 02 | Jutta Zura             | 0  |    | 1  | 0  | 1  | 1  | 1  | 1  | 1  | 1  | 7      |
| 03 | Irene Winter           | ½  | 0  |    | ½  | 1  | 1  | ½  | 1  | 1  | 1  | 6½     |
| 04 | Friedel Ullrich        | ½  | 1  | ½  |    | 0  | 1  | ½  | 1  | 1  | 0  | 5½     |
| 05 | Margarete Kleinschmidt | ½  | 0  | 0  | 1  |    | ½  | 1  | 1  | 0  | 1  | 5      |
| 06 | Ingrid Ernst           | ½  | 0  | 0  | 0  | ½  |    | ½  | 1  | ½  | 1  | 4      |
| 07 | Gertrud Schameitat     | 0  | 0  | ½  | ½  | 0  | ½  |    | 0  | ½  | 1  | 3      |
| 08 | Jutta Eggers           | 0  | 0  | 0  | 0  | 0  | 0  | 1  |    | 1  | 1  | 3      |
| 09 | Jutta Scholz           | 0  | 0  | 0  | 0  | 1  | ½  | ½  | 0  |    | ½  | 2½     |
| 10 | Magda Degen            | 0  | 0  | 0  | 1  | 0  | 0  | 0  | 0  | ½  |    | 1½     |

## Jugendmeisterschaften
| Altersklasse | männlich                        | weiblich                  |
| ------------ | ------------------------------- | ------------------------- |
| Jugend       | Manfred Schöneberg (SC Leipzig) | Helma Beutner (Lok Waren) |